# خويا
الخويا مهنة سعودية تاريخية، ووظيفة معتمدة لدى وزارة الخدمة المدنية، وتقتضي هذه المهنة استقبال وتوديع الرؤساء في المناسبات الرسمية والقمم التي تُقام في السعودية، إضافة إلى مهام أخرى، ويُعد الاستقبال بالخويا أحد الموروثات في التاريخ السعودي، ومن أبرز الطرق المتبعة للتشريفات والاحتفاء بالوفود، ويرجع ذكر مسمى «الخويا» إلى عهد الملك عبد العزيز آل سعود، إذ ذُكر عام 1925م ضمن حرس الحدود السعودية، أو ما كان يُسمى بـ «الهجانة»، وقد كانوا يرافقون الملك ونائبه لمدة 23 عامًا، في حله وترحاله، ويُطلق مسمى «الخويا» على مجموع الأفراد الذين يعملون في هذه المهنة، بينما يُسمى الفرد منهم بـ «الخوي»، ويتواجدون في كل إمارات المناطق السعودية إلى جانب تواجدهم الرئيسي في الديوان الملكي السعودي، وقد يصل عددهم في استقبالات الوفود الرسمية إلى نحو 300 خوي، ليصطفون في خطيين متوازيين بالزي السعودي الرسمي ممثلين بذلك ممرًا يمر عبره زعماء الدول.

## تاريخ المهنة والتسمية
الخويا في تاريخ السعودية هم الرفقاء والمصاحبين للملك عبد العزيز آل سعود ونائبه، وحرّاسه في السفر والإقامة، وقد اتخذوا منذ ذلك الحين مهامًا عديدة وغير محددة، وعرفوا في نجد بهذا المسمى نسبةً للمؤاخاة والرفقة الدائمة.
ويشارك الخويا في عهد الملك عبدالعزيز آل سعود في استقبال القادة القادمين إلى المملكة في الزيارات الرسمية، ويقفون في تشكيلة من الرجال في أرض المطار بملابس بيضاء، ومتقلدين أحزمة جلدية سوداء، تحمل أسلحة بيضاء وخفيفة من نوع الفرد، ويحملون في أيديهم سيوفاً ذات ألوان زاهية، وهي تعدّ من ضمن بروتوكولات استقبال القادة
   وكانوا في زمن الملك عبد العزيز مقسمين إلى خمسة عشر مجموعة تتناوب على مدار الساعة في القصر وكانت بداية عمل بعضهم في هذه المهنة تبدأ منذ الصغر من خلال مرافقتهم للأمراء وهم في سن الطفولة حيث يلعبون مع بعضهم البعض في فناء قصر الملك عبد العزيز، ويستمرون في مرافقتهم حتى يلتحقون بالخدمة في خويا الملك عبدالعزيز بن عبدالرحمن آل سعود.

## اللباس الرسمي
اللباس الرسمي لهذه المهنة هو الزي السعودي والذي يتكون من الثوب الأبيض، والمحزم، والمجند والغترة.
يلبسون ثيابًا عادية يرتدون فوقها ما يسمي بـ "الزبون" أو "الدقلة"، ويرتدون في الصيف ما يسمى "الصاية" - التي تُحاك عادةً من الأقمشة الخفيفة كقماش البوال أو القطن، ويقتصر لبسها على موسم الصيف، كما تعد من لباس الزينة والمناسبات ولها أشكال مختلفة وألوان متعددة- والحزام والمجند ويحملون البندقية عند تأدية الواجب، فيما يرتدون في المناسبات الخاصة كالعرضة واستقبال الوفود الألبسة المطرزة والخيوط المذهبة التي تسمى "الدويرع" أو "التركية".

## المهام
ليس للخويا مهام مهنية محددة، ولكن هناك بعض المهام الثابتة وهي:
- القيام بالتشريفات، منها استقبال الزعماء والرؤساء والوفود الرسمية.
- الحماية
- المشاركة في اللجان والدوريات
- بعوث للأمراء
- مصلحون لبعض القضايا.[1][2][5]